# 최강무장전 삼국연의
최강무장전 삼국연의(중국어: 最強武将伝 三国演義)는 중화인민공화국과 일본의 합작 애니메이션이다. 중국 고전 소설 삼국지연의가 원작이며 원작에서 크게 벗어나지 않았다.

## 주요 등장 인물
- 유비 현덕
- 관우 운장
- 장비 익덕
- 왕윤
- 초선
- 조조 맹덕
- 원소 본초
- 동탁
- 여포
- 조운 자룡
- 제갈량 공명
- 주유 공근
- 손권 중모
- 마초 맹기
- 사마의 중달
- 강유 백약

## 방영 목록
1. 도원의 맹세
2. 한(漢) 황실의 풍운
3. 동탁 토벌군
4. 비장한 책략
5. 동탁의 최후
6. 조조의 야망
7. 여포와 유비
8. 구호탄랑의 계략
9. 완성 전투
10. 떨어진 영웅
11. 영웅의 자격
12. 세가지 조건
13. 5관(關) 돌파
14. 옛 성에서의 재회
15. 관도 전투(상)
16. 관도 전투(하)
17. 삼고의 예
18. 군사 공명 등장
19. 일기당천
20. 장판파 전투
21. 적벽-공명의 설전
22. 적벽-주유의 음모
23. 적벽-10만개의 화살
24. 적벽-고육의 계략
25. 적벽-동쪽의 바람
26. 적벽-승부의 결정
27. 남군진공
28. 유비의 결혼(상)
29. 유비의 결혼(하)
30. 주유의 죽음
31. 마초 일어나다
32. 장송의 지도
33. 유비, 촉나라에 들어오다
34. 무장 엄안
35. 음모의 잔치
36. 정군산의 전투
37. 한중왕 유비
38. 관우의 죽음
39. 국 정립
40. 유비의 유언
41. 남만왕 맹획
42. 맹수 부대
43. 남만 평정
44. 북벌 개시
45. 지장(智將) 강유
46. 공허한 성(城)
47. 제갈량 vs 사마의
48. 요괴의 병사
49. 6차전
50. 오장원의 바람
51. 사마의의 반란
52. 영웅들이여